# Cité du Havre
La Cité du Havre est un quartier de l'arrondissement Ville-Marie, situé en la ville de Montréal, au Québec (Canada). Elle est située sur une étroite péninsule, précédemment nommée jetée Mackay, à l'extrémité sud-ouest du port de Montréal. Le zonage y est commercial et résidentiel sauf pour sa pointe qui est à zonage de parc. Sa population avoisine les huit cents personnes.

## Historique
Vers la fin du XIXe siècle, en vue de remédier au problème récurrent des importantes accumulations printanières de glace (embâcles) dans le port de Montréal et aux inondations de la basse-ville, dues aux débâcles du fleuve Saint-Laurent, on décide de créer une digue de protection. Une jetée longue de 1,6 km est ainsi construite de 1891 à 1898 à partir de la pointe du Moulin, et nommée quai de Garde. Cette dénomination est ultérieurement changée pour jetée Mackay. En plus de prévenir les débordements des débâcles dans le Vieux-Port et les inondations du Vieux-Montréal, la jetée s'avère utile aux activités de transbordement jusque dans les années 1960.
En 1965, on choisit la jetée Mackay et les îles Sainte-Hélène et Notre-Dame comme site de l'Exposition universelle de 1967. La jetée, pour l'occasion renommée Cité-du-Havre, est alors élargie et rallongée vers le nord-est pour permettre de la relier aux îles par la construction du pont de la Concorde.

## Expo 67
La Cité-du-Havre est la porte d'entrée principale de l'Expo 67. Un vaste stationnement est prévu à proximité, à l'ouest de l'emprise du pont Victoria, et un stade de vingt-cinq mille places (l'Autostade) érigé près de l'autoroute Bonaventure. Une Place d'Accueil est aménagée et reliée au reste du site de l'exposition par un train léger sur rail, l'Expo-Express. On érige à la Cité-du-Havre le Centre administratif de la Compagnie canadienne de l'Exposition Universelle de 1967, et le Centre de presse; de même que le Centre International de Radiotélévision, mis à la disposition des radiodiffuseurs des pays participants.
Avec l'appui du Ministère de l'Industrie et du Commerce du Québec, s'ajoute le pavillon Les Industries du Québec regroupant au-delà d'une centaine d'industries québécoises. Le Centre du Commerce International, commandité par l'Association des banquiers canadiens, s'adresse aux milliers d'hommes d'affaires visitant l'Expo 67. La Maison olympique est un centre d'information et documentation destiné à la grande famille olympique, et dont le premier thème exposé présente L'Homme au jeu. Le pavillon L'Homme et la musique, en collaboration avec Jeunesses Musicales Canada, est relocalisé au Mont Orford après l'exposition universelle pour devenir Orford Musique,. Le Pavillon de l'hospitalité se voit dédié aux femmes et aux familles.
Les deux pavillons thématiques Le Génie Créateur de l'Homme (Les Beaux Arts et La Photographie), présentent d'une part des œuvres de peintres, sculpteurs, graveurs, dessinateurs et céramistes originaires d'une trentaine de pays; et d'autre part cinq cents photographies de haute qualité sur le thème de Terre des Hommes, issues de photographes du monde entier.

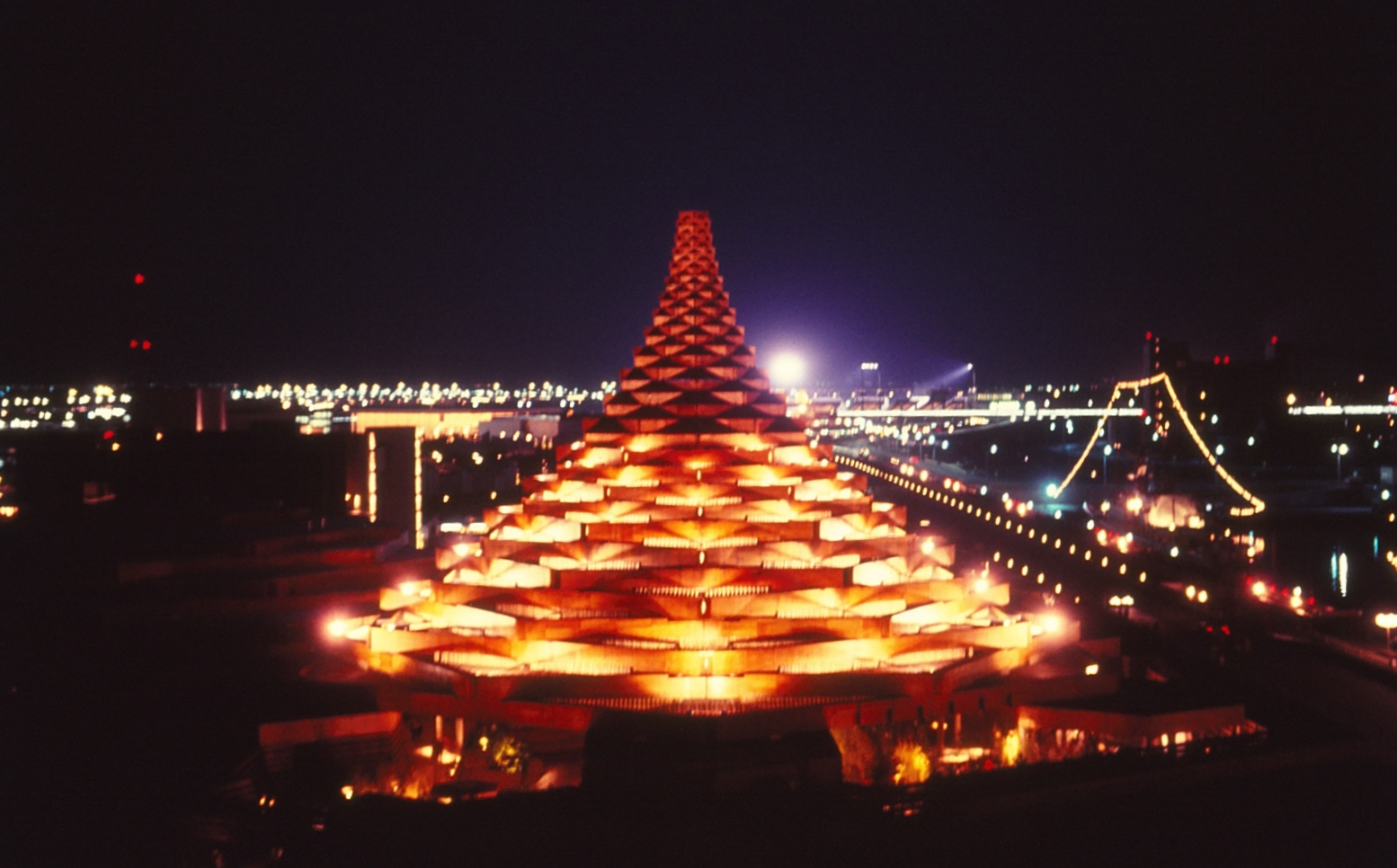
L'Homme dans la Cité.

Le pavillon L'Homme dans la Cité illustre de façon éblouissante et dynamique l'histoire de l'homme dans son environnement urbain (la Cité). L'Homme et la Santé, qui lui est adjacent, traite de problématiques de santé physique et mentale, de la prévention et des méthodes thérapeutiques actuelles et en devenir.
Le Labyrinthe, conçu par l'Office national du film du Canada, élabore le thème général de Terre des Hommes, en présentant sur ses cinq étages et dans ses trois salles de projection un spectacle alliant l'architecture et le cinéma pour produire des effets de mouvements.
L'Expo-Théâtre, consacré aux spectacles et à la projection, dispose d'une salle de 2 000 places, dont 1 350 au parterre et 650 au balcon.
Habitat 67 est un ensemble d'habitations, conçu par l'architecte Moshe Safdie, illustrant de nouvelles techniques de construction et les possibilités d'un habitat collectif novateur. Cet édifice modulaire tridimensionnel est constitué de 354 modules de béton préfabriqué. Il compte, sur ses douze étages, 158 logements avec terrasses et coin jardin, de vingt modèles différents, respectant l'économie d'espace tout en conjuguant les avantages d'unités d'habitations individuelles à ceux d'une conciergerie.
L'Expo-Express dispose de deux stations à la Cité-du-Havre, soit celle de la Place d'Accueil où se trouve le Centre de contrôle, et celle face à Habitat 67.
Le quai de l'Hovercraft, situé côté fleuve près du pavillon Les Industries du Québec, permet à l'aéroglisseur de faire la navette entre la Cité-du-Havre et le port de La Ronde sur l'île Sainte-Hélène.

## Évolution du site après 1967

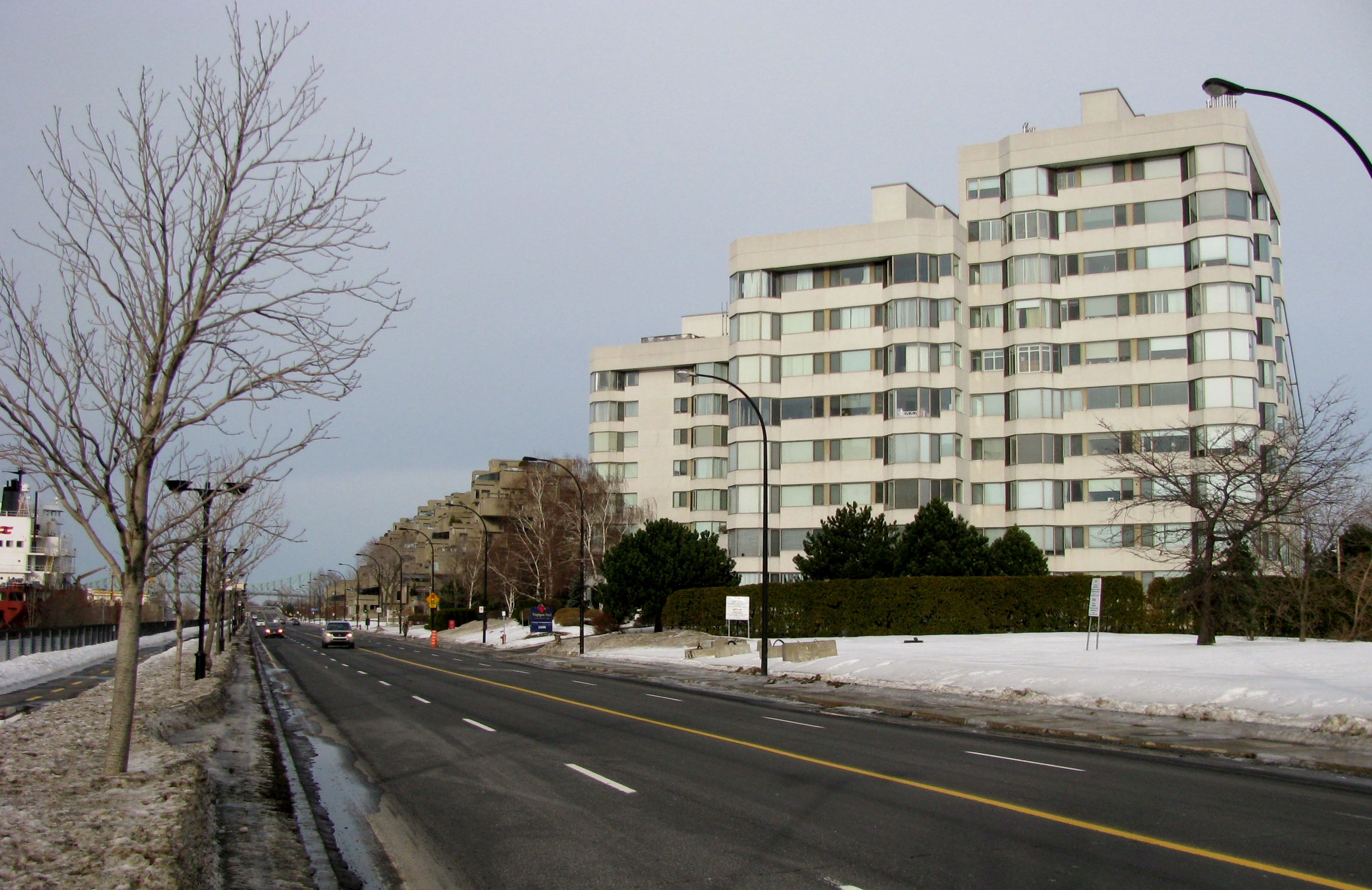
Habitat 67 et Tropiques Nord sur l'avenue Pierre-Dupuy à la Cité-du-Havre.

L'Autostade sera utilisé jusqu'en 1976, entre autres par le club de football des Alouettes de Montréal (1968-1976), et l'équipe de soccer l'Olympique de Montréal (1971-1973). L'Expo Express est resté en opération par la ville de Montréal jusqu'en octobre 1972. Plusieurs pavillons et édifices furent démolis, mais certains sont encore aujourd'hui utilisés à d'autres fins. 
La Galerie internationale des Beaux Arts abrite le Musée d'art contemporain de Montréal de 1968 à 1992,. L'Expo-Théâtre est acquis en 1988 par Mel Hoppenheim pour y créer les studios MELS.

## État actuel
Le complexe Habitat 67 est toujours en bon état et conserve une grande intégrité physique. Il demeure un lieu de résidence très prisé. Les réparations et l'entretien au cours des années ont respecté l'aspect original et l'esthétique de l'ensemble. Cette œuvre architecturale est reconnue comme site du patrimoine culturel canadien (numéro 12446 au Répertoire des lieux patrimoniaux du Canada). Deux autres tours d'habitations ont été construites sur les terrains adjacents à l'ouest d'Habitat 67, soit Tropiques Nord en 1989 et Profil O en 2005.
L'Administration portuaire de Montréal occupe maintenant les anciens locaux du Centre administratif de l'Expo 67.
Une partie des locaux de Mel's Cité du Cinéma se trouve dans l'ancien Expo-Théâtre, converti en salles de production et de tournage cinématographiques.
L'édifice de la Galerie internationale des Beaux Arts, après avoir abrité le Musée d'art contemporain de Montréal de 1968 à 1992, fut acquis par la Société Loto-Québec et sert d'entrepôt pour le Casino de Montréal.
L'avenue Pierre-Dupuy, à la Cité-du-Havre, est la voie d'accès au pont de la Concorde, au parc Jean-Drapeau et au Casino de Montréal situé sur l'île Notre-Dame.

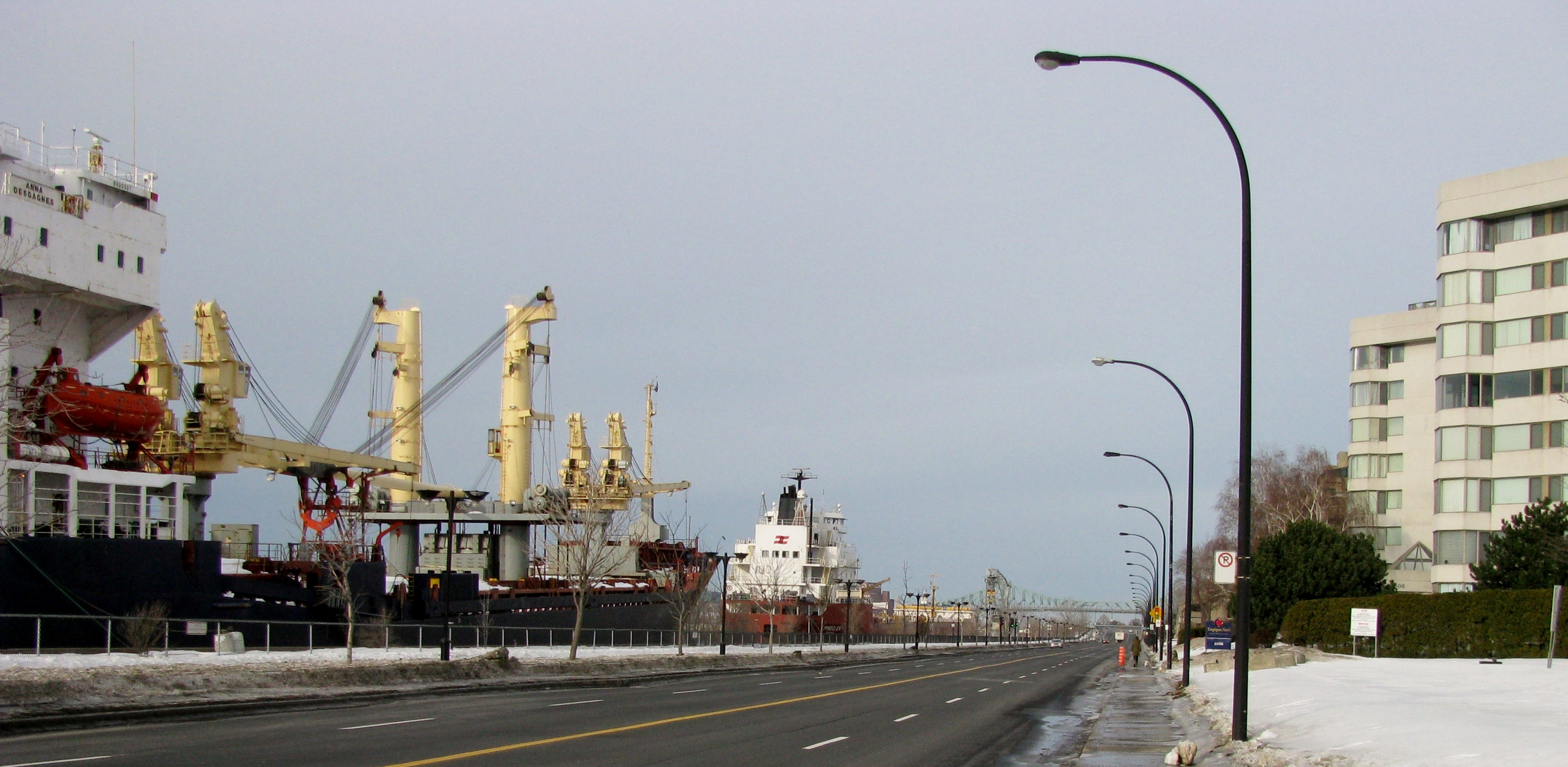
Le quai Pierre-Dupuy du Terminal Bickerdike, à la Cité du Havre.

La promenade Bickerdike de la Cité-du-Havre est un aménagement urbain réalisé sous l'égide de l’Administration portuaire de Montréal (APM), inauguré le 20 juin 2024, constituant un espace d’observation et de détente aux abords des installations du terminal Bickerdike du Port de Montréal. D'une longueur de 900 m la promenade comprend un espace piétonnier, une balustrade, des belvédères, du mobilier urbain, une station de réparation de vélos, des plantations d’arbres et autres végétaux.Le site est longé par la piste cyclable de la Cité-du-Havre. Permettant l'observation des activités portuaires du Terminal Bickerdike et du Grand Quai avec la Gare maritime Iberville, la promenade intègre aussi des panneaux d’information documentant l’histoire et les activités du Port de Montréal, de même que l’évolution du paysage urbain environnant. 
Devant Habitat 67 la grande vitesse du cours du fleuve Saint-Laurent y est particulièrement remarquable en raison du courant Sainte-Marie. Celui-ci y génère une vague stationnaire permanente, la vague Habitat 67, propice aux activités de kayak et de surf de rivière.
Sur la pointe de la péninsule, à l'est de Habitat 67, se trouve le parc de Dieppe. Précédemment connu depuis 1992 comme le parc de la Cité-du-Havre, son toponyme a été modifié en 2017 en celui de parc de Dieppe pour commémorer le raid de Dieppe et l'effort de guerre du fort contingent de soldats canadiens qui y ont participé. En date du 19 août 2017 une plaque commémorative y a été dévoilée pour souligner les 75 ans du raid de Dieppe, survenu le 19 août 1942, rendre hommage aux combattants et reconnaître officiellement le sacrifice ultime d'un très grand nombre d'entre eux. Le parc est de petite superficie (sept hectares), mais offre un excellent point d'observation du fleuve Saint-Laurent, du Vieux-Port et du Centre-Ville de Montréal.
Des terrains totalisant 22 acres situés à la base de la péninsule de la Cité-du-Havre, appartenant actuellement à la Société canadienne d'hypothèque et de logement, offrent la possibilité de développement de nouveaux projets commerciaux ou résidentiels.
Le quai bordant la Cité-du-Havre du côté du bassin Bickerdike est encore utile aux activités portuaires.